# Fonotaksja
Fonotaksja (gr. phōnḗ ‘dźwięk’; táxis ‘układ’) – jedna z taksji, będąca reakcją ruchową (przejawiającą się ustawieniem ciała bądź przemieszczaniem się) zwierzęcia w określonym kierunku, pod względem bodźca dźwiękowego. Wyróżnia się dwa rodzaje fonotaksji:
- dodatnia – ruch odbywa się w kierunku bodźca[2], może być składnikiem orientującym różnych zachowań apetencyjnych[1], m.in.: kojarzenia (np. uprostoskrzydłych lub piewików)[1][2] albo odnajdywania pisklęcia przez kurę[1];
- ujemna – ruch odbywa się w kierunku przeciwnym do kierunku bodźca[2].